# 長峰昌司
長峰 昌司（ながみね しょうじ、1984年8月8日 - ）は、茨城県鹿島郡鉾田町（現・鉾田市）出身の元プロ野球選手（投手）、野球指導者。

## 経歴

### プロ入り前
茨城県鉾田市出身。
茨城県立水戸商業高等学校では、1年夏からベンチ入り。2年春に第73回選抜高等学校野球大会に出場、先発した3回戦で敗退する。3年夏は県大会準優勝。2002年のドラフトで中日ドラゴンズから5巡目指名され入団。

### 中日時代
ルーキーイヤーの2003年は一軍登板なしに終わる。2004年シーズンに一軍に抜擢。7月17日の対阪神タイガース戦で初登板。金本、桧山、アリアスの主軸3人を全員三振に斬る完璧な投球を見せた。8月29日の対横浜ベイスターズ戦では5回1失点に抑え、先発初勝利を挙げる。
しかし、2005年は再び一軍登板無し。二軍でも防御率4点台に終わり、ウエスタン・リーグでも6敗を喫した。2006年も一軍では2試合の登板にとどまったが、二軍では防御率2.60と復調し、同年オフには高橋聡文と共にドミニカ共和国のウィンターリーグに参加。先発要員として活躍し、所属球団の監督に「長峰は十分メジャーリーグで通用する」と評された。なお、長峰はこの年から、4年連続でシーズンオフにウィンターリーグへ派遣されている。
2007年はオープン戦で上々の成績を残し、先発要員としてプロ入り5年目にして初の開幕一軍を果たす。しかし、公式戦に入ると結果を出せず、先発3戦目の4月18日の対阪神戦で2/3回を自責点6でKOされたため、あえなく二軍落ちとなる。その後はウエスタン・リーグで5連勝し防御率2.95を記録したものの、上腕三頭筋の故障もあり一軍復帰は果たせなかった。
2008年は中継ぎに回るとワンポイントに、先発経験を生かしたロングリリーフに活躍し、33試合に登板。しかし、防御率5点台、被安打63など課題を残した。
2009年は二軍で先発・中継ぎを任され、7勝1敗、防御率2.61の成績で、蕭一傑、山井大介に並びウエスタン・リーグ最多勝のタイトルを獲得した。
2011年11月11日に戦力外通告を受け、12月19日にオリックス・バファローズが獲得を発表した。

### オリックス時代
2012年は一度も一軍昇格することなく、10月4日に二度目の戦力外通告を受けた。

### 引退後
2013年からは高校時代の先輩である大久保博元が主宰する「デーブ・ベースボール・アカデミー」講師に就任。水戸校塾長となり、小・中学生の指導をしている。2016年から水戸市内の就労支援施設で勤務する傍ら、2018年7月31日に来年度よりベースボール・チャレンジ・リーグのリーグ戦に参加する茨城アストロプラネッツのゼネラルマネージャーに就任することが発表された。2019年4月23日、同球団のヘッドコーチを兼任することが発表された。同球団のユースチームである「水戸ボーイズ」の代表も務めている。2020年10月28日にGM兼ヘッドコーチ退任が発表された。
2022年は株式会社日本晴れによる同年発足の社会人野球チーム・Nbuyのピッチングコーチを務めた。
2022年から桐陽高等学校硬式野球部の外部コーチを務め、2023年から静岡ガスの軟式野球部への指導も行っている。

## 選手としての特徴・人物
先発・中継ぎをこなす長身左腕。変化球はスライダーなどを駆使する。
中日入団時に目標としていた投手は朝倉健太。
中学時代の1学年先輩にタレントの磯山さやかがおり、プロ入り後も時々メールでやり取りする関係。
引退後の2018年2月に交際相手の女性と結婚した。

## 詳細情報

### 年度別投手成績
| 年 度     | 球 団     | 登 板 | 先 発 | 完 投 | 完 封 | 無 四 球 | 勝 利 | 敗 戦 | セ 丨 ブ | ホ 丨 ル ド | 勝 率 | 打 者 | 投 球 回 | 被 安 打 | 被 本 塁 打 | 与 四 球 | 敬 遠 | 与 死 球 | 奪 三 振 | 暴 投 | ボ 丨 ク | 失 点 | 自 責 点 | 防 御 率 | W H I P |
| --------- | --------- | ----- | ----- | ----- | ----- | -------- | ----- | ----- | -------- | ----------- | ----- | ----- | -------- | -------- | ----------- | -------- | ----- | -------- | -------- | ----- | -------- | ----- | -------- | -------- | ------- |
| 2004      | 中日      | 14    | 4     | 0     | 0     | 0        | 2     | 0     | 0        | --          | 1.000 | 129   | 30.1     | 30       | 6           | 12       | 0     | 1        | 25       | 0     | 0        | 17    | 17       | 5.04     | 1.38    |
| 2006      | 中日      | 2     | 0     | 0     | 0     | 0        | 0     | 0     | 0        | 0           | ----  | 21    | 4.0      | 7        | 0           | 3        | 0     | 0        | 3        | 0     | 0        | 2     | 2        | 4.50     | 2.50    |
| 2007      | 中日      | 3     | 3     | 0     | 0     | 0        | 0     | 1     | 0        | 0           | .000  | 58    | 11.2     | 19       | 2           | 5        | 1     | 0        | 7        | 0     | 0        | 13    | 12       | 9.26     | 2.06    |
| 2008      | 中日      | 33    | 1     | 0     | 0     | 0        | 2     | 1     | 0        | 3           | .667  | 198   | 43.0     | 63       | 1           | 10       | 1     | 3        | 30       | 1     | 0        | 28    | 27       | 5.65     | 1.70    |
| 2009      | 中日      | 6     | 0     | 0     | 0     | 0        | 1     | 2     | 0        | 0           | .333  | 21    | 4.2      | 4        | 0           | 3        | 1     | 0        | 5        | 0     | 0        | 4     | 4        | 7.71     | 1.50    |
| 2010      | 中日      | 11    | 0     | 0     | 0     | 0        | 0     | 1     | 0        | 1           | .000  | 80    | 17.2     | 19       | 1           | 8        | 0     | 0        | 19       | 0     | 0        | 11    | 8        | 4.08     | 1.53    |
| 通算：6年 | 通算：6年 | 69    | 8     | 0     | 0     | 0        | 5     | 5     | 0        | 4           | .500  | 507   | 111.1    | 142      | 10          | 41       | 3     | 4        | 89       | 1     | 0        | 75    | 70       | 5.66     | 1.64    |

### 記録
投手記録
- 初登板：2004年7月17日、対阪神タイガース16回戦（阪神甲子園球場）、4回裏に2番手で救援登板、1回無失点
- 初奪三振：同上、4回裏に金本知憲から
- 初先発：2004年7月20日、対読売ジャイアンツ15回戦（ナゴヤドーム）、5回5失点
- 初勝利：2004年7月28日、対阪神タイガース19回戦（阪神甲子園球場）、10回裏に6番手で救援登板、1回無失点
- 初先発勝利：2004年8月29日、対横浜ベイスターズ25回戦（ナゴヤドーム）、5回1失点
- 初ホールド：2008年7月9日、対広島東洋カープ11回戦（広島市民球場）、4回裏2死に2番手で救援登板、2回1/3を無失点

打撃記録
- 初安打：2004年8月7日、対広島東洋カープ19回戦（広島市民球場）、3回表に佐々岡真司から[15]
- 初打点：2010年4月14日、対横浜ベイスターズ5回戦（ナゴヤドーム）、6回裏に寺原隼人から2点適時打

### ウィンターリーグでの投手成績
| 年 度     | 球 団            | 登 板 | 先 発 | 完 投 | 完 封 | 無 四 球 | 勝 利 | 敗 戦 | セ 丨 ブ | ホ 丨 ル ド | 勝 率 | 打 者 | 投 球 回 | 被 安 打 | 被 本 塁 打 | 与 四 球 | 敬 遠 | 与 死 球 | 奪 三 振 | 暴 投 | ボ 丨 ク | 失 点 | 自 責 点 | 防 御 率 | W H I P |
| --------- | ---------------- | ----- | ----- | ----- | ----- | -------- | ----- | ----- | -------- | ----------- | ----- | ----- | -------- | -------- | ----------- | -------- | ----- | -------- | -------- | ----- | -------- | ----- | -------- | -------- | ------- |
| 2006-2007 | エストレージャス | 2     | 2     | 0     | 0     | 0        | 0     | 2     | 0        | --          | .000  | 42    | 10.0     | 11       | 3           | 1        | 0     | 0        | 8        | 1     | 0        | 7     | 7        | 6.30     | 1.20    |
| 2007-2008 | エストレージャス | 8     | 8     | 0     | 0     | 0        | 3     | 1     | 0        | --          | .750  | 151   | 38.1     | 35       | 1           | 6        | 0     | 0        | 17       | 6     | 0        | 12    | 10       | 2.35     | 1.07    |
| 2008-2009 | エストレージャス | 4     | 4     | 0     | 0     | 0        | 2     | 1     | 0        | --          | .667  | 89    | 22.0     | 20       | 1           | 2        | 0     | 0        | 14       | 0     | 0        | 7     | 5        | 2.05     | 1.00    |
| 2009-2010 | エストレージャス | 3     | 3     | 0     | 0     | 0        | 0     | 2     | 0        | --          | .000  | 32    | 6.0      | 10       | 2           | 2        | 0     | 1        | 5        | 0     | 0        | 9     | 7        | 10.50    | 2.00    |
| 通算：4年 | 通算：4年        | 17    | 17    | 0     | 0     | 0        | 5     | 6     | 0        | --          | .455  | 314   | 76.1     | 76       | 7           | 11       | 0     | 1        | 44       | 7     | 0        | 35    | 29       | 3.42     | 1.14    |

### 背番号
- 68（2003年 - 2011年）
- 69（2012年）
- 88（2019年 - 2020年）